# Ruy Ramos
Ruy Ramos (ラモス 瑠偉 Ramosu Rui?,  Río de Janeiro, 9 de febrero de 1957) es un exfutbolista y entrenador brasileño naturalizado japonés, que ha desarrollado toda su carrera profesional en Japón.
En su etapa como futbolista, jugó de centrocampista en Tokyo Verdy durante más de 20 temporadas, tanto en su etapa amateur como en la profesional, y fue una de las estrellas de la selección japonesa de fútbol a comienzos de los años 1990. En toda su carrera ha ganado siete ligas japonesas, seis copas de liga y tres copas del emperador. Dentro de fútbol nipón, se le reconoce como una de las primeras estrellas de su etapa profesional. Actualmente dirige a la Selección de fútbol playa de Japón.

## Carrera como jugador
Nacido en Río de Janeiro, Ruy Ramos comenzó a jugar al fútbol en clubes aficionados de Brasil. En su país nunca pudo disputar torneos nacionales, pero llamó la atención de un ojeador brasileño de origen japonés, que le convenció para marcharse a Japón y desarrollar allí una carrera en las filas del Yomiuri.
En 1977 debutó con el Yomiuri F. C., equipo controlado por el diario Yomiuri Shimbun. En ese tiempo la liga de fútbol japonesa no era profesional; los equipos pertenecían a empresas y sus jugadores eran oficialmente empleados. Sin embargo, en los años 1980 se empezó a contratar a profesionales y el Yomiuri atrajo tanto a japoneses de segunda generación como a futbolistas extranjeros.
Ramos fue uno de los primeros brasileños que jugó en Japón y, aunque en su primera temporada tuvo problemas de adaptación, en poco tiempo se convirtió en estrella del Yomiuri. Llamó la atención no solo por su visión de juego, sino también por un aspecto físico muy característico con pelo rizado largo, barba y bigote, inusual en Asia. En 1979 fue el máximo goleador de la liga japonesa con 14 tantos, y repitió este logro en 1983 con 10 goles. A nivel de clubes, ganó cinco ligas japonesas, tres copas del emperador y tres copas de Japón. En 1987 la Asociación Japonesa de Fútbol aceptó su nacionalización para que pudiera competir con la selección nipona.
Con la creación de una liga japonesa profesional (J. League), Ruy Ramos permaneció en el equipo de Yomiuri, que se convirtió en profesional con el nombre de Verdy Kawasaki. En la mejor etapa de la historia del club, Ramos ganó dos ligas, tres copas y tres supercopas entre 1992 y 1995, convirtiéndose en uno de los primeros ídolos del nuevo torneo. Su popularidad le convirtió en imagen publicitaria, e incluso prestó su nombre para un videojuego de Super Nintendo, Ramos Rui no World Wide Soccer. En 1996 se marchó al Kyoto Purple Sanga, donde jugó dos temporadas, y después regresó al Verdy hasta su retirada en 1998.

### Selección nacional
Ruy Ramos se nacionalizó japonés en 1987 y desarrolló su carrera internacional con la selección de fútbol de Japón, en la que jugó 32 encuentros y marcó un gol. Su debut fue el 26 de septiembre de 1990 en los Juegos Asiáticos contra Bangladés. Tras disputar los Juegos Asiáticos de 1990, en 1992 lideró a la primera selección nipona con profesionales que ganó la Copa Asiática 1992.
Pese a sus éxitos en los torneos asiáticos, Ramos nunca jugó un Mundial. Fue una de las estrellas de la selección japonesa en la fase clasificatoria para la Copa Mundial de Fútbol de 1994, pero el combinado nipón no pudo clasificarse en la última jornada al empatar frente a Irak, en un encuentro conocido como «Agonía de Doha». En 1995 se retiró del seleccionado, por lo que no formó parte del combinado que sí se clasificó para el Mundial de 1998.

## Carrera como entrenador
En su trayectoria como entrenador, Ramos empezó en la dirección deportiva de un club semiprofesional de Okinawa, el Okinawa Kariyushi, y en 2003 se marchó al cercano FC Ryūkyū. En 2005 fue contratado por la Asociación Japonesa de Fútbol para entrenar a la selección nacional de fútbol playa en la Copa Mundial de Fútbol Playa de FIFA, en la que el país finalizó cuarto. Cuando terminó, se marchó de septiembre hasta diciembre de 2005 al Kashiwa Reysol como preparador.
En enero de 2006 se convirtió en el entrenador del club de toda su vida, el Tokyo Verdy, que había descendido a segunda división. En su primera temporada no pudo conseguir el ascenso al finalizar séptimo, pero en 2007 el equipo mejoró y terminó segundo, con lo que ascendió a J.League 1. Ruy Ramos dimitió poco después para ocupar un cargo como directivo. La Federación japonesa volvió a llamarlo en 2009 para ocupar de nuevo el banquillo de la selección nipona de fútbol playa. Desde 2011 gestiona también un campus de fútbol.
Desde 2014 hasta 2016 estuvo entrenando al F. C. Gifu de segunda división.

## Clubes

### Como jugador
| Club               | País  | Año       |
| ------------------ | ----- | --------- |
| Yomiuri FC         | Japón | 1977-1991 |
| Verdy Kawasaki     | Japón | 1992-1996 |
| Kyoto Purple Sanga | Japón | 1996-1997 |
| Verdy Kawasaki     | Japón | 1997-1998 |

### Como entrenador
| Club                               | País  | Año         |
| ---------------------------------- | ----- | ----------- |
| Selección japonesa de fútbol playa | Japón | 2005        |
| Tokyo Verdy                        | Japón | 2006-2007   |
| Selección japonesa de fútbol playa | Japón | 2009 - 2013 |
| F. C. Gifu                         | Japón | 2014 - 2016 |

## Estadísticas

### Clubes
| Club                     | Temporada           | Liga       | Liga  | Copa de la Liga | Copa de la Liga | Copa del Emperador | Copa del Emperador | Total      | Total |
| Club                     | Temporada           | Encuentros | Goles | Encuentros      | Goles           | Encuentros         | Goles              | Encuentros | Goles |
| ------------------------ | ------------------- | ---------- | ----- | --------------- | --------------- | ------------------ | ------------------ | ---------- | ----- |
| Yomiuri FC Japón         | 1977                | 4          | 5     | -               | -               | -                  | -                  | 4          | 5     |
| Yomiuri FC Japón         | 1978                | 0          | 0     | -               | -               | -                  | -                  | 0          | 0     |
| Yomiuri FC Japón         | 1979                | 15         | 14    | -               | -               | -                  | -                  | 15         | 14    |
| Yomiuri FC Japón         | 1980                | 15         | 7     | -               | -               | -                  | -                  | 15         | 7     |
| Yomiuri FC Japón         | 1981                | 9          | 1     | -               | -               | -                  | -                  | 9          | 1     |
| Yomiuri FC Japón         | 1982                | 13         | 1     | -               | -               | -                  | -                  | 13         | 1     |
| Yomiuri FC Japón         | 1983                | 14         | 10    | -               | -               | -                  | -                  | 14         | 10    |
| Yomiuri FC Japón         | 1984                | 16         | 9     | -               | -               | -                  | -                  | 16         | 9     |
| Yomiuri FC Japón         | 1985                | 18         | 7     | -               | -               | -                  | -                  | 18         | 7     |
| Yomiuri FC Japón         | 1986/87             | 15         | 4     | -               | -               | -                  | -                  | 15         | 4     |
| Yomiuri FC Japón         | 1987/88             | 17         | 4     | -               | -               | -                  | -                  | 17         | 4     |
| Yomiuri FC Japón         | 1988/89             | 17         | 3     | -               | -               | -                  | -                  | 17         | 3     |
| Yomiuri FC Japón         | 1989/90             | 22         | 5     | 3               | 3               | -                  | -                  | 25         | 8     |
| Yomiuri FC Japón         | 1990/91             | 21         | 2     | 2               | 0               | -                  | -                  | 23         | 2     |
| Yomiuri FC Japón         | 1991/92             | 18         | 2     | 5               | 0               | -                  | -                  | 23         | 2     |
| Yomiuri FC Japón         | Total               | 214        | 74    | 10              | 3               | 0                  | 0                  | 224        | 77    |
| Verdy Kawasaki Japón     | 1992                | -          | -     | 8               | 1               | -                  | -                  | 8          | 1     |
| Verdy Kawasaki Japón     | 1993                | 30         | 4     | 1               | 0               | 1                  | 0                  | 31         | 4     |
| Verdy Kawasaki Japón     | 1994                | 26         | 3     | 3               | 0               | 0                  | 0                  | 29         | 3     |
| Verdy Kawasaki Japón     | 1995                | 23         | 2     | 0               | 0               | 0                  | 0                  | 23         | 2     |
| Verdy Kawasaki Japón     | 1996                | 9          | 0     | 0               | 0               | 0                  | 0                  | 9          | 0     |
| Verdy Kawasaki Japón     | Total               | 88         | 9     | 12              | 1               | 1                  | 0                  | 101        | 10    |
| Kyoto Purple Sanga Japón | 1996                | 10         | 0     | 9               | 0               | 2                  | 2                  | 21         | 2     |
| Kyoto Purple Sanga Japón | 1997                | 10         | 0     | 2               | 0               | -                  | -                  | 12         | 0     |
| Kyoto Purple Sanga Japón | Total               | 20         | 0     | 11              | 0               | 2                  | 2                  | 33         | 2     |
| Verdy Kawasaki Japón     | 1997                | 10         | 0     | 0               | 0               | 2                  | 0                  | 12         | 0     |
| Verdy Kawasaki Japón     | 1998                | 29         | 0     | 1               | 0               | 0                  | 0                  | 30         | 1     |
| Verdy Kawasaki Japón     | Total               | 39         | 1     | 1               | 0               | 2                  | 0                  | 42         | 1     |
| Total en su carrera      | Total en su carrera | 361        | 83    | 34              | 4               | 5                  | 2                  | 400        | 89    |

## Palmarés

### Como jugador

#### Campeonatos nacionales
| Título             | Club           | País  | Año     |
| ------------------ | -------------- | ----- | ------- |
| Copa de la Liga    | Yomiuri FC     | Japón | 1979    |
| Liga japonesa      | Yomiuri FC     | Japón | 1983    |
| Liga japonesa      | Yomiuri FC     | Japón | 1984    |
| Copa del Emperador | Yomiuri FC     | Japón | 1984    |
| Copa de la Liga    | Yomiuri FC     | Japón | 1985    |
| Copa del Emperador | Yomiuri FC     | Japón | 1986    |
| Liga japonesa      | Yomiuri FC     | Japón | 1986/87 |
| Copa del Emperador | Yomiuri FC     | Japón | 1987    |
| Copa Konica        | Yomiuri FC     | Japón | 1990    |
| Liga japonesa      | Yomiuri FC     | Japón | 1990/91 |
| Copa de la Liga    | Yomiuri FC     | Japón | 1991    |
| Liga japonesa      | Yomiuri FC     | Japón | 1991/92 |
| Copa J. League     | Verdy Kawasaki | Japón | 1992    |
| J. League          | Verdy Kawasaki | Japón | 1993    |
| Copa J. League     | Verdy Kawasaki | Japón | 1993    |
| J. League          | Verdy Kawasaki | Japón | 1994    |
| Supercopa de Japón | Verdy Kawasaki | Japón | 1994    |
| Copa J. League     | Verdy Kawasaki | Japón | 1994    |
| Supercopa de Japón | Verdy Kawasaki | Japón | 1995    |

#### Campeonatos internacionales
| Título                        | Club               | Sede  | Año  |
| ----------------------------- | ------------------ | ----- | ---- |
| Campeonato Asiático de Clubes | Yomiuri FC         | Japón | 1987 |
| Copa Asiática                 | Selección japonesa | Japón | 1992 |

### Como entrenador

#### Otros logros
| Logro                  | Club        | País  | Año  |
| ---------------------- | ----------- | ----- | ---- |
| Ascenso a la J. League | Tokyo Verdy | Japón | 2007 |

### Distinciones individuales
| Distinción                                      | Año  |
| ----------------------------------------------- | ---- |
| Máximo goleador de la liga japonesa             | 1979 |
| Máximo goleador de la liga japonesa             | 1983 |
| Mejor jugador de la liga japonesa               | 1990 |
| Mejor jugador de la liga japonesa               | 1991 |
| Once inicial de la J. League                    | 1993 |
| Once inicial de la J. League                    | 1994 |
| Inducido al Salón de la Fama del fútbol japonés | 2018 |